# Friedrich Busmann
Friedrich Busmann (* 1943 in Göttingen) ist ein deutscher Stadtplaner und Architekt.

## Leben
Busmann absolvierte ein Studium der Architektur und Stadtplanung an der TH Aachen, das er 1971 mit dem Diplom abschloss. Anschließend war er in freien Planungsbüros tätig, bis er 1974 ins Planungsamt der Stadt Bonn wechselte. 1977 wurde er promoviert. Im Bonner Stadtplanungsamt war Busmann von 1977 bis 1994 für die Koordinierung der städtebaulichen Entwicklungsmaßnahmen zuständig, darunter der eine nationale Bedeutung einnehmenden, von einem Gemeinsamen Ausschuss aus Bund, Land und Stadt gesteuerten Entwicklungsmaßnahme Parlaments- und Regierungsviertel (1974–2004). Nach der Wiedervereinigung arbeitete er zunächst parallel zu seinen Aufgaben in Bonn für die Stadt Halle (Saale), der er schließlich auf Betreiben des damaligen Oberbürgermeisters und vormaligen Bonner Stadtdirektors Klaus Peter Rauen von 1995 bis 2002 als Beigeordneter und Dezernent für Planen und Umwelt diente. Anschließend ließ er sich als freier Stadtplaner in Bad Harzburg nieder. Im September 2007 verpflichtete ihn die Stadt Halle noch einmal für die Koordinierung ihres Projekts zur Internationalen Bauausstellung Stadtumbau 2010.
Busmann ist Mitglied der Deutschen Akademie für Städtebau und Landesplanung. Er gehörte der 2000 von der Bundesregierung eingesetzten Kommission Wohnungswirtschaftlicher Strukturwandel in den neuen Bundesländern unter Vorsitz des vormaligen Leipziger Oberbürgermeisters Hinrich Lehmann-Grube an.

## Schriften
- Zur Problematik der Entlastung von Ballungsräumen durch Schnellbahnen, Analyse zur Bewertung von Schnellbahneinflüssen unter städtebaulichen Gesichtspunkten und Versuch einer empirischen Abstützung (=Schriftenreihe Politik und Planung, Band 6). Deutscher Gemeindeverlag, Köln 1977.
- Karl-Heinz van Kaldenkerken, Oberstadtdirektor Bonn (Hrsg.): Ausbau der Bundeshauptstadt. 10 Jahre Hauptstadtvereinbarung 1975–1985. Bonn 1986.
- (mit Hans Daniels) Ausbau Bonns als Provisorium – Planung und Realisierung unter Vorbehalt. In: Bundesministerium für Bauwesen, Raumordnung und Städtebau (Hrsg.): Vierzig Jahre Bundeshauptstadt Bonn 1949–1989. C. F. Müller, Karlsruhe 1989, ISBN 3-7880-9780-9, S. 67–91.
- (mit Klaus Peter Rauen und Paul Epping) Bonn oder Berlin? Bonn 1991 [bibliographisch nicht erfasst][9]
- (mit Peter Schmitz und Peter Lotz) Verwaltung der DeTeMobil in Bonn. In: Auf der Suche nach dem Bauherrn. Bauwelt 21/1996.
- Halle – eine spannende Stadt. Annäherungsversuche eines Dezernenten für Planung und Umwelt an sein Thema. Eine Vortragsauswahl 1995–2001. In: Informationen der Deutschen Akademie für Städtebau und Landesplanung, Landesgruppe Sachsen, Sachsen-Anhalt, Thüringen, Band 5, Halle 2001.
- Die Oberbürgermeisterin der Stadt Bonn (Hrsg.): Vom Parlaments- und Regierungsviertel zum Bundesviertel. Eine Bonner Entwicklungsmaßnahme 1974–2004. Bonn, Juni 2004. (online PDF)